# Marguerite-Louise d'Orléans
Pour les articles homonymes, voir Marguerite d'Orléans.
 (mai 2011).
Titre
Grande-duchesse de Toscane
23 mai 1670 – 17 septembre 1721
(51 ans, 3 mois et 25 jours)
Marguerite-Louise d’Orléans, dite Mademoiselle d'Orléans, grande-duchesse de Toscane par son mariage, née le 28 juillet 1645 à Blois et morte le 17 septembre 1721 à Paris, est la fille de Gaston de France, duc d’Orléans, dit Monsieur en tant que frère unique du roi Louis XIII, et de Marguerite de Lorraine.

## Biographie

### Famille et jeunesse
Née après la mort du cardinal de Richelieu et la rentrée en grâce de ses parents, Marguerite-Louise, premier enfant du couple, porte le prénom de sa mère et celui du roi.
Elle a quatre cadets : Élisabeth (née en 1646), abbesse de Remiremont dès 1648, renonce à son abbaye pour épouser en 1667 le dernier duc de Guise. Françoise-Madeleine née en 1648, qui épouse en 1663 Charles-Emmanuel II de Savoie. Une troisième sœur naît en 1650, mais ne survit pas. En 1652 naît enfin l'héritier tant désiré par ses parents, mais il meurt peu après sa naissance. Elle est également la demi-sœur d'Anne-Marie-Louise d'Orléans, dite la "Grande Mademoiselle", que son père a eue d'un premier mariage et qui traite ses demi-sœurs comme les enfants qu'elle n'a pas eus.
Ayant toute sa vie comploté contre la politique – de plus en plus autoritaire – de son frère puis de la régente Anne d'Autriche, Gaston ne peut s’empêcher de s’engager – avec sa fille aînée – dans la Fronde. De nouveau vaincu par le pouvoir royal, de nouveau pardonné en tant que prince du sang, il ne rentre pas pour autant en grâce et se retire avec les siens dans son château de Blois, où il mène jusqu'à sa mort, en 1660, une vie studieuse et sans éclat.
Marguerite-Louise a notamment pour compagne de jeu Louise de la Baume le Blanc, qui devient, plus tard célèbre sous le nom de Louise de La Vallière. La « Grande Mademoiselle », qui apprécie peu la deuxième épouse de son père, la présente dans ses mémoires comme une personne mal-aimable, attentive seulement à la bonne tenue de ses filles.
Marguerite-Louise est jolie et d’un naturel gai ; ses parents souhaitent lui faire épouser leur jeune neveu et souverain Louis XIV, mais lors d’une visite de politesse que leur accorde ce dernier, Marguerite-Louise se trouve alitée avec la rougeole. La visite royale est écourtée et Louis XIV fait un mariage bien plus politique et avantageux en épousant sa cousine Marie-Thérèse, fille et héritière potentielle du roi d’Espagne.
Après la mort de Gaston d’Orléans, en février 1660, la duchesse quitte Blois et vient s’installer avec ses filles au palais du Luxembourg, (actuel Sénat), où, à partir de 1664, elle eut à son service le poète Jean de La Fontaine.

### Un mariage politique

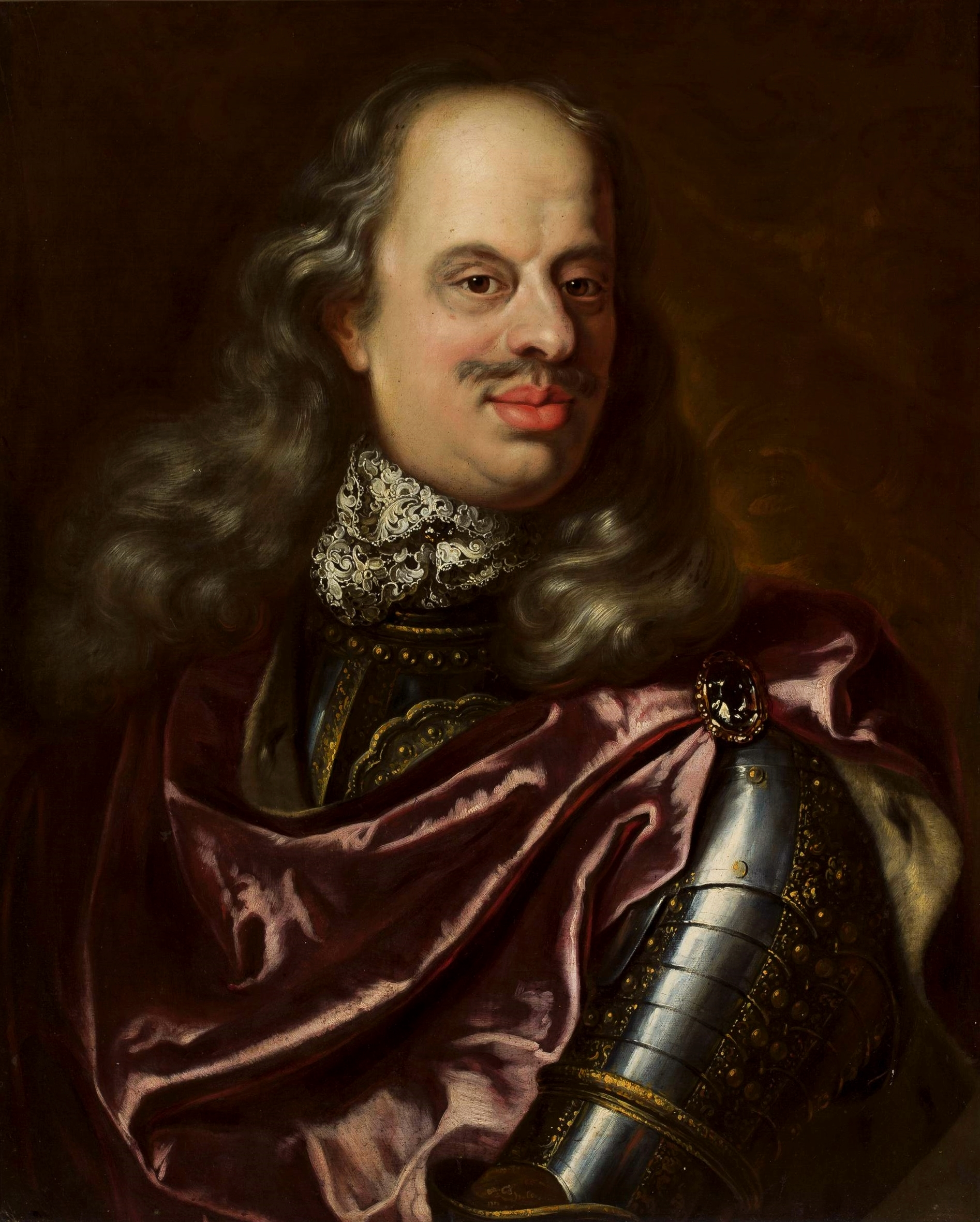
Cosme III de Médicis, époux de Marguerite-Louise et grand-duc de Toscane à partir de 1670.

Marguerite-Louise s’éprend d’un cousin le prince Charles de Lorraine, neveu et héritier du duc régnant qui, profitant d’un des rares moments où sa patrie est en paix avec la France, séjourne à Paris. Mais la politique du roi ne permet pas aux deux jeunes gens de se marier. Le roi souhaite limiter l’influence austro-espagnole sur l’Italie et pour ce faire songe à marier ses cousines dans la péninsule.
Marguerite-Louise, fraîche, vive et mondaine, doit épouser à seize ans, le 17 avril 1661, le grand-duc héritier de Toscane Cosme de Médicis, qui, à dix-neuf ans, est un dévot austère et avare. N’ayant pu retarder son départ, elle se laisse accompagner jusqu'à la frontière de Savoie par le galant Charles de Lorraine. Elle parvient en Toscane le 12 juin.
La vie à Florence est insupportable à Marguerite-Louise. La ville autrefois si brillante est soumise au fanatisme religieux de son mari qui, par surcroît est un jaloux. Le couple ne s’entend pas. Après avoir donné dès 1663 à son mari un fils, Ferdinand, prince de Florence, ils vivent séparément, la princesse inondant le Louvre, le palais du Luxembourg et Rome de ses plaintes.
D'une réconciliation en 1667 naît la princesse Anne-Marie-Louise, puis en 1671 le prince Jean-Gaston. En 1670, elle devient grande-duchesse après la mort de son beau-père et la montée sur le trône toscan de son époux sous le nom de Cosme III.

### Retour en France
En 1672, sa mère la duchesse douairière d’Orléans étant morte, Marguerite-Louise demande la permission de quitter son mari et de s’installer en France. Louis XIV cède trois ans plus tard, mais confine sa cousine au couvent de Montmartre, qui héberge les dames nobles séparées de leur époux. 
La grande-duchesse de Toscane n'est reçue au Louvre ou à Versailles que lors d’événements familiaux incontournables. Ainsi assiste-t-elle au mariage de la jeune Marie-Louise d'Orléans qui allait rejoindre à Madrid un mari aussi sinistre que le grand-duc de Toscane. Au moment où la nouvelle reine d'Espagne prenait congé des siens, le roi lui dit tout haut de manière à blesser la grande-duchesse : "Au revoir, Madame, et pour toujours".
La grande-duchesse de Toscane meurt en 1721 sans avoir revu son mari, qui la suit dans la mort deux ans plus tard.